# Alexander Theodor von Middendorff

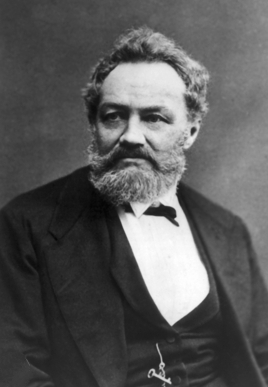
Alexander Theodor von Middendorff (1855)

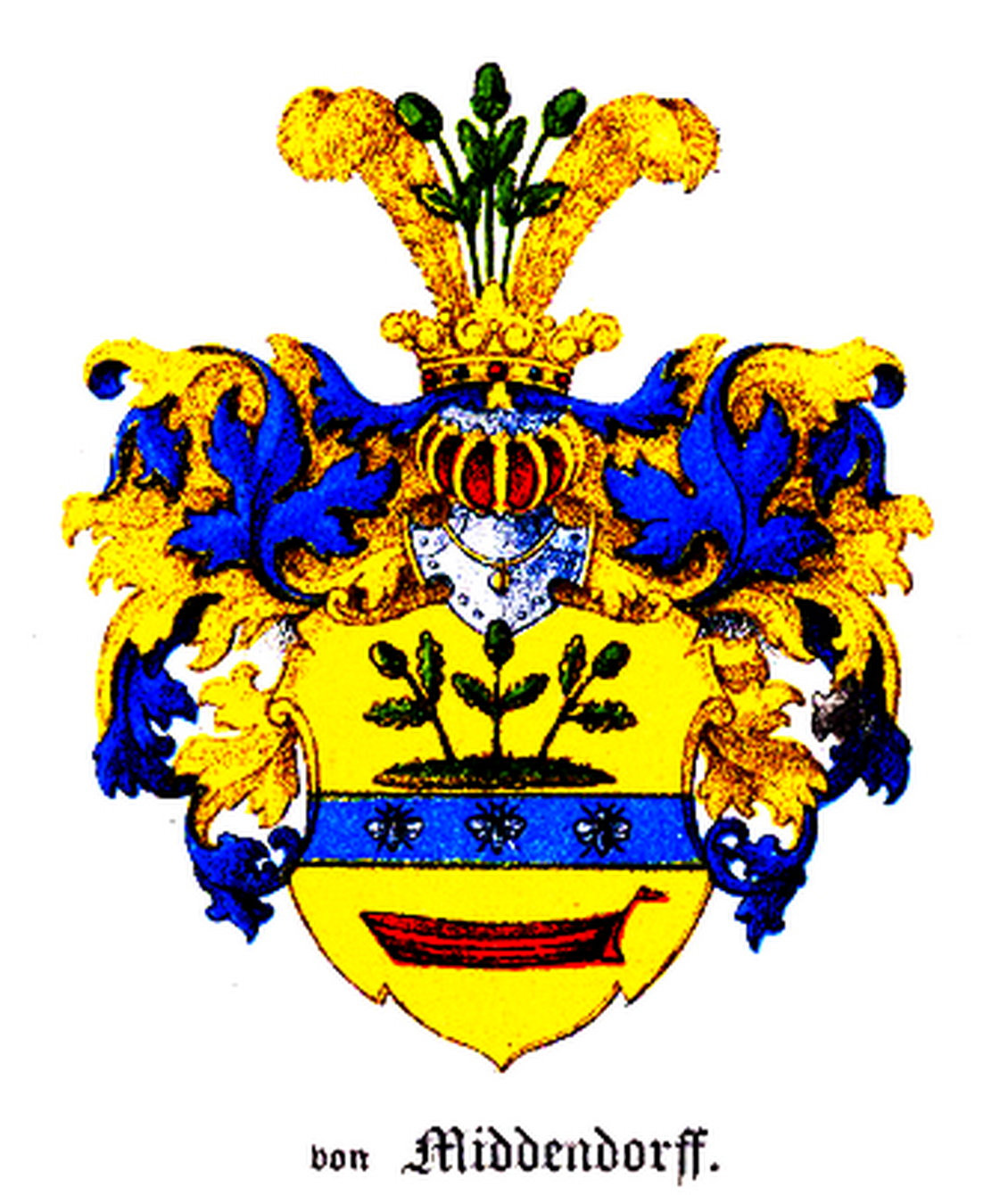
Middendorffs Wappen

Alexander Theodor von Middendorff (russisch Александр Федорович Миддендорф, wiss. Transliteration Aleksandr Fedorovič Middendorf; * 6. Augustjul. / 18. August 1815greg. in Sankt Petersburg; † 16. Januarjul. / 28. Januar 1894greg. auf seinem Gut Hellenorm (estn. Hellenurme) in Livland/Estland) war ein deutsch-baltischer Zoologe und Entdecker in russischen Diensten.

## Leben
Middendorff wurde 1815 in Sankt Petersburg geboren, studierte 1823 bis 1835 an der Kaiserlichen Universität Dorpat, wurde 1839 an der Universität Kiew Professor für Zoologie und besuchte 1840 zu Forschungszwecken Lappland. Die Ergebnisse legte er im Rahmen des von Karl Ernst von Baer und Gregor von Helmersen herausgegebenen Werkes Beiträge zur Kenntniss des Russischen Reiches (Bd. 11, Sankt Petersburg, 1845) vor.
Anschließend bereiste er im Auftrag der Russischen Akademie der Wissenschaften zwischen 1842 und 1845 den hohen Norden und Osten von Sibirien, wobei er insbesondere das Taimyrland untersuchte und bis an die Küsten des Ochotskischen Meeres und an den Oberlauf des Amur gelangte. Die Ergebnisse dieser Reise sind in der von ihm herausgegebenen Reise in den äußersten Norden und Osten Sibiriens während der Jahre 1843 und 1844 (4 Bände, Sankt Petersburg, 1848–1875) veröffentlicht. Darin sind auch viele Beobachtungen zur Verbreitung von Permafrostformen notiert.
Mehrere russische Autoren verbinden daher den Anfang der Permafrostforschung mit dem Namen Middendorff. Erwähnung verdient jedoch, dass der vielseitige Naturforscher Karl Ernst von Baer Initiator der Middendorffschen Expedition war, sich intensiv an der Bearbeitung von Middendorffs Resultaten beteiligte und Autor der Materialien zur Kenntniss des unvergänglichen Boden-Eises in Sibirien war. Baer erfasste schon 1837 aufgrund von geothermischen Beobachtungen aus einem 116,7 m tiefen Schacht in Jakutsk die Bedeutung der Permafrostforschung. Ende der 1830er Jahre empfahl er daher die Entsendung einer Expedition zur Erforschung des Dauerfrostbodens in Sibirien und schlug von Middendorff als Leiter vor. Die dabei für ihn geschriebene Expeditionsanleitung umfasste 218 Seiten und enthielt fast alle damals bekannten Erkenntnisse über den Dauerfrostboden in Eurasien.
1845 wurde Middendorff zum Mitglied der St. Petersburger Akademie der Wissenschaften gewählt, 1865 wurde er deren Ehrenmitglied. In den Denkschriften dieses Instituts veröffentlichte er unter anderem 1855 seine Abhandlung über die Isepiptesen Russlands, also über den Vogelzug; darin äußerte er die Vermutung, dass Zugvögel einen sie leitenden Magnetsinn besitzen könnten.
Im September 1869 begleitete er den Großfürsten Wladimir auf dessen Reise nach Sibirien, als deren Ergebnis die Abhandlung über die Barabasteppe (1870) erschien. Im Sommer 1870 reiste er mit Wladimirs Bruder, Großfürst Alexis, nach Island und Nowaja Semlja. Mit dem er zuvor 1867 auch die Krim und das Mittelmeer besucht hatte. 1868 wurde er zum korrespondierenden Mitglied der Göttinger Akademie der Wissenschaften gewählt.
1878 machte er eine Reise nach Ferghana, die er in den Einblicken in das Ferghanathal (Sankt Petersburg 1881) beschrieb.
Der Middendorff-Laubsänger (Phylloscopus plumbeitarsus) wurde nach Alexander von Middendorff benannt. Er ist auch der Namensgeber für mehrere Kaps in der russischen Arktis, für den Middendorffberget auf Edgeøya im Archipel Spitzbergen, für den Middendorf-Fjord an der sibirischen Taimyrhalbinsel und den Middendorff-Gletscher auf der Rudolf-Insel Franz-Josef-Lands.

## Reiseweg in Sibirien 1842–1845
Stationen auf Middendorffs Sibirischer Reise 1842 bis 1845 (Karte):